# Macrophoma oleandrina
Macrophoma oleandrina är en svampart som beskrevs av Curzi & Barbaini 1927. Macrophoma oleandrina ingår i släktet Macrophoma och familjen Botryosphaeriaceae.   Inga underarter finns listade i Catalogue of Life.